# 君と僕 (The LOVEの曲)
「君と僕」（きみとぼく）は、The LOVEの7枚目のシングル。1999年9月9日にBMG JAPANから発売された。
表題曲は、フジテレビ系アニメ『こちら葛飾区亀有公園前派出所』のエンディングテーマに使われた。

## 収録曲
（全作詞・作曲：平義隆、編曲：The LOVE & 冨田謙）
1. 君と僕 [4:58]
2. 10月5日のニューズペーパー [5:47]
3. 君と僕（オリジナルカラオケ） [4:59]

## 収録アルバム
| 曲名   | 収録アルバム                                  | 発売日        | 規格品番   |
| ------ | --------------------------------------------- | ------------- | ---------- |
| 君と僕 | 『無条件幸福』                                | 2000年6月7日  | BVCR-11022 |
| 君と僕 | 『こち亀百歌選 〜主題歌ベストコレクション〜』 | 2003年3月19日 | PCCA-01869 |
| 君と僕 | 『The LOVE ベストアルバム 〜再会〜』          | 2004年6月23日 | BVCR-14015 |